# أرسنال كييف
نادي أرسنال كييف (بالأوكرانية: ФК Арсенал Київ) هو نادي كرة قدم أوكراني من العاصمة كييف. تأسس في 18 ديسمبر 2001. ويلعب الفريق في الدوري الأوكراني الممتاز.

## معرض صور

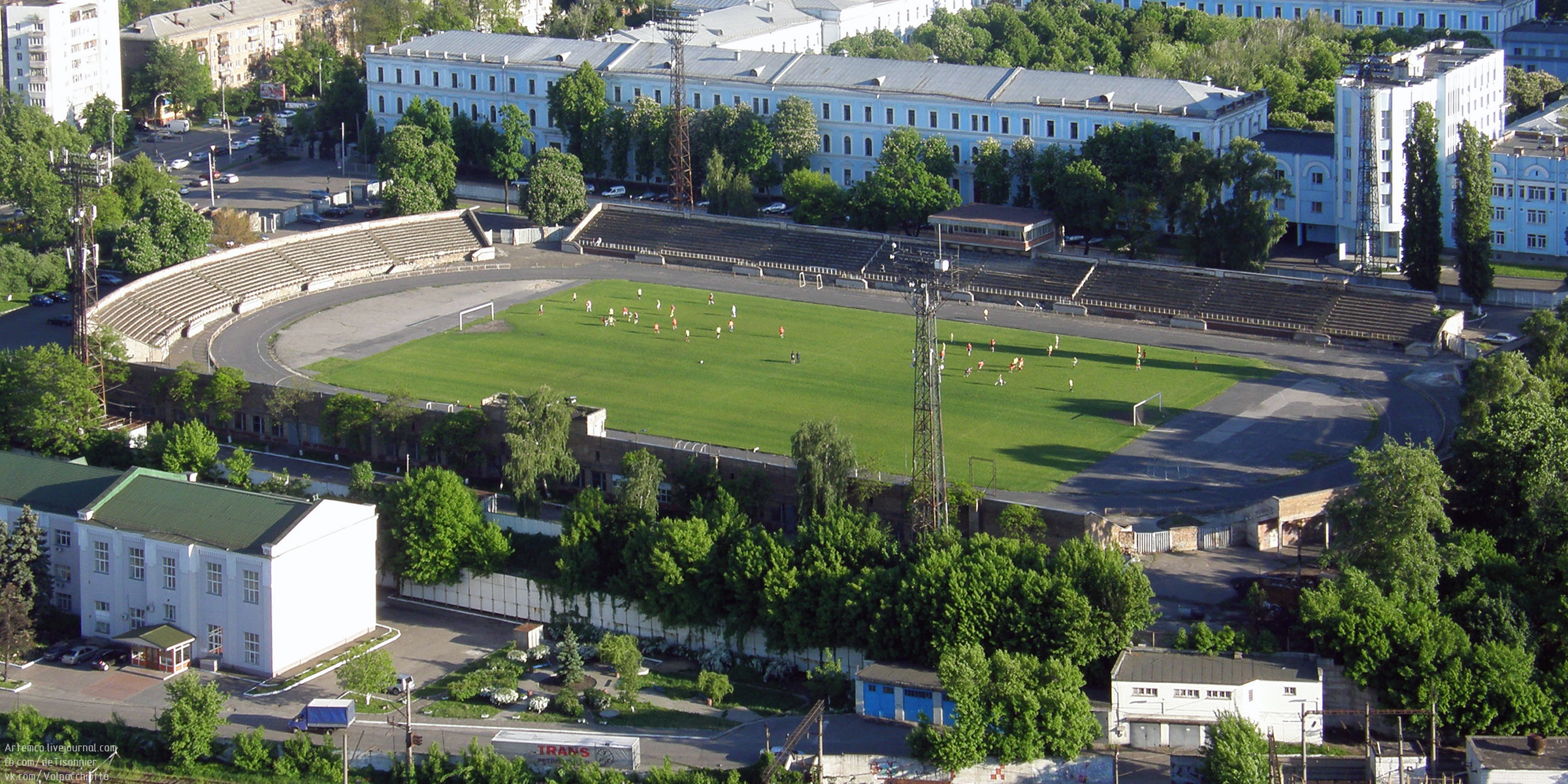
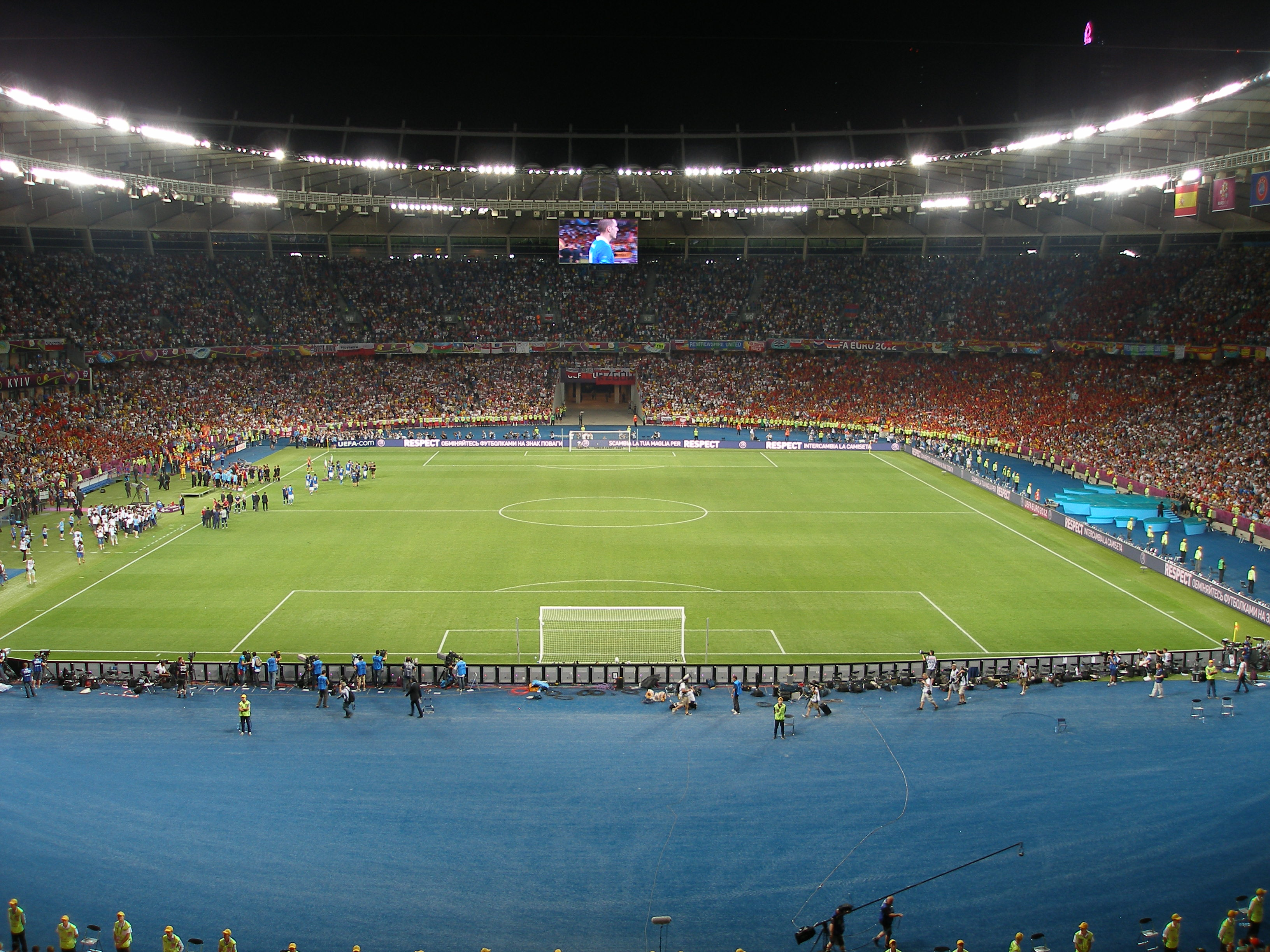
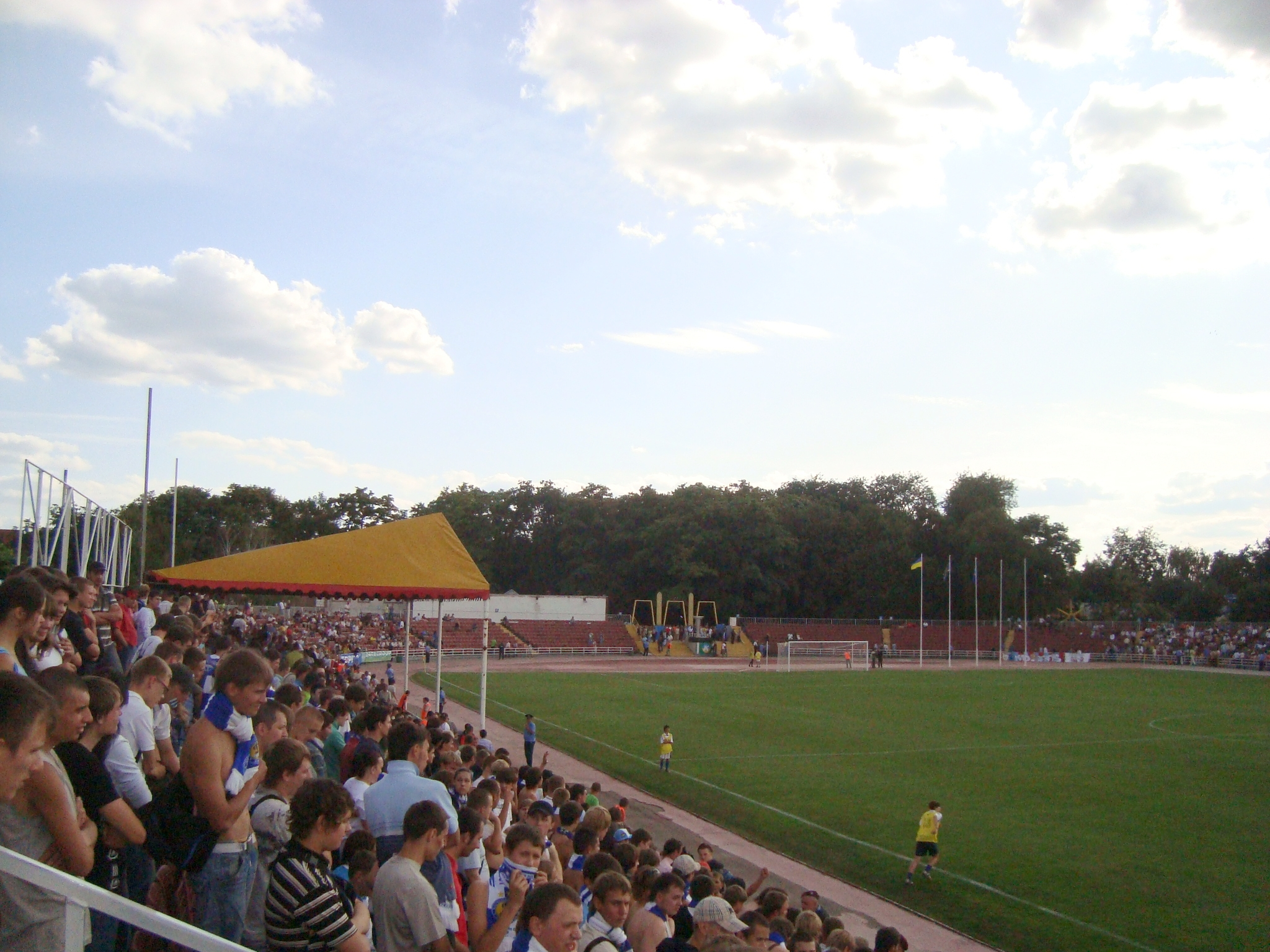
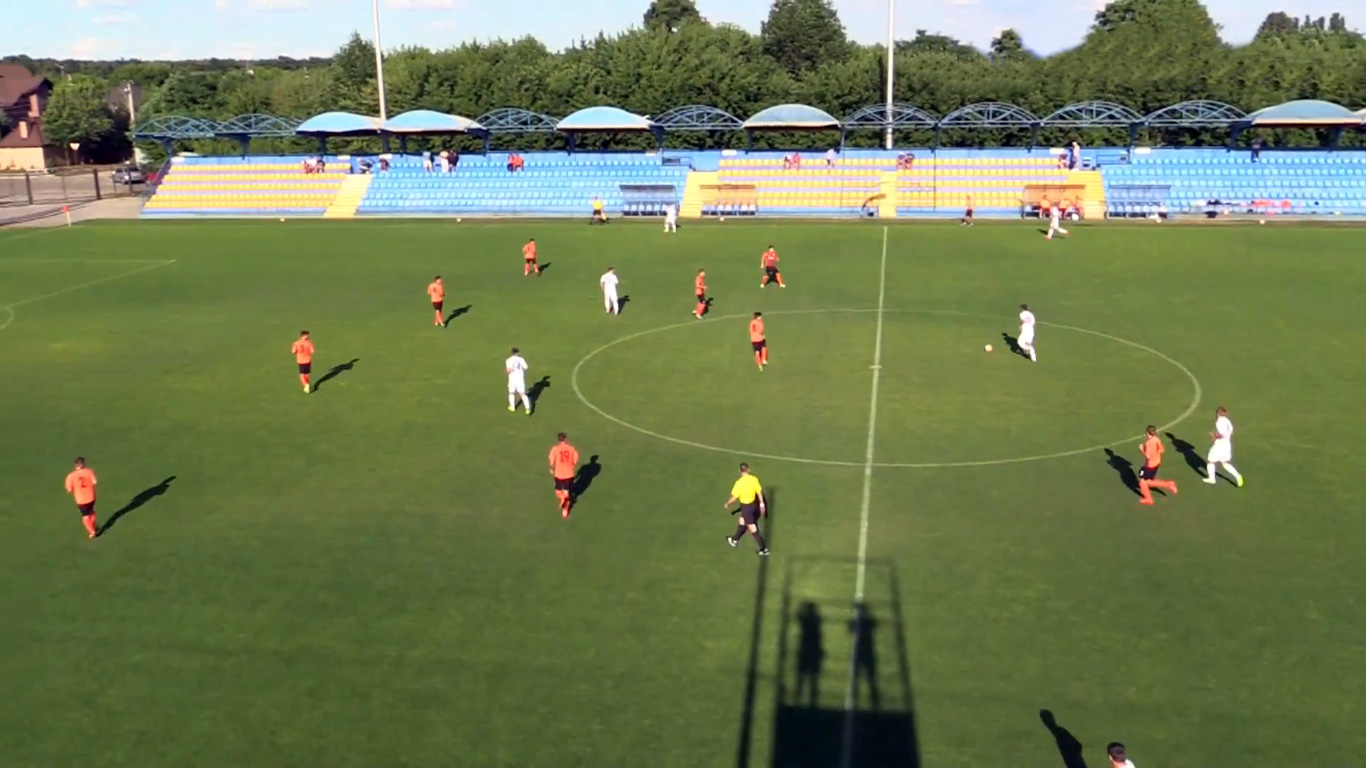

## وصلات خارجية
- الموقع الرسمي